# Apostenus algericus
Espèce
Apostenus algericus est une espèce d'araignées aranéomorphes de la famille des Liocranidae.

## Distribution
Cette espèce est endémique d'Algérie. Elle se rencontre dans la wilaya d'El Bayadh.

## Description
Le mâle holotype mesure 2,3 mm.

## Étymologie
Son nom d'espèce lui a été donné en référence au lieu de sa découverte, l'Algérie.

## Publication originale
- Bosmans, 1999 : The genera Agroeca, Agraecina, Apostenus and Scotina in the Maghreb countries (Araneae: Liocranidae). Bulletin de l'Institut Royal des Sciences Naturelles de Belgique, vol. 69, p. 25-34.